# Zianagar Upazila
Zianagar Upazila är ett underdistrikt i Bangladesh. Det ligger i den södra delen av landet, 140 km söder om huvudstaden Dhaka.
Trakten runt Zianagar Upazila består till största delen av jordbruksmark. Runt Zianagar Upazila är det mycket tätbefolkat, med 1 135 invånare per kvadratkilometer.